# Jetix
Jetix var en multinationell barnkanal som ägdes av Walt Disney Company. Kanalens sändningar i de skandinaviska länderna upphörde den 10 september 2009. Fram till årsskiftet 2004/2005 var namnet på kanalen Fox Kids, och den började som ett samarbete mellan Haim Sabans Saban Entertainment Inc. och Fox Children's Entertainment. Kanalen såldes till Walt Disney Company år 2001 och bytte under de nästföljande åren successivt namn till det nuvarande.
Den 12 september 2009 lanserades den reklamfinansierade kanalen Disney XD och sändningarna av Jetix och Toon Disney upphörde i Skandinavien. I USA lanserades Disney XD den 13 februari 2009 också där som en ersättare till Toon Disney.

## Programutbud
Innan Disneys uppköp av kanalen förlitade man sig helt på inköpta animerade serier, framförallt från Kanada, Japan och Frankrike. Sedan 2002 producerar man även egna serier, vanligen med påtagliga influenser från japansk anime.

## Programblock i USA
I USA är Jetix inte en egen kanal utan ett programblock på kabelkanalerna ABC Family och Toon Disney. När Disney köpte Fox Kids valde man att istället lansera kanalen Playhouse Disney på Fox kids kanalplatser i USA. I övriga världen används dock Jetix som ett kanalnamn på det som tidigare var Fox Kids.

## Jetix i Sverige
I Sverige och Skandinavien sände Jetix 06.00-18.00. Samtliga program var dubbade till svenska eller hade svenska undertexter. Kanalens nordiska version sände på svenska, norska och danska via tre olika ljudkanaler. Bilden var dock densamma i alla nordiska länder. Kanalen var delvis abonnemangsfinansierad men pengar kom även från reklamintäkter. Jetix distribuerades av flera av de större operatörerna i Sverige, som till exempel Com Hem, Canal Digital, Viasat och Tele2Vision.